# زوور: ماجو تسوكاي دينسيتسو
زوور: ماجو تسوكاي دينسيتسو  (بالإنجليزية: Zoor: Majū Tsukai Densetsu)‏ هي لعبة فيديو تقمص أدوار لنظام نينتندو 64. صدرت اللعبة في عام 1999 في اليابان فقط.

## وصلات خارجية
- معلومات عن إصدار اللعبة في غيم فاكس